# ルベン・ペニャ
- ルベン・ペーニャ

ルベン・ペニャ・ヒメネス（Rubén Peña Jiménez、1991年7月18日 - ）はスペイン・アビラ出身のプロサッカー選手。リーガ・エスパニョーラのCAオサスナに所属している。ポジションはディフェンダー（DF）、ミッドフィルダー（MF）。ルベン・ペーニャとも表記される。

## 経歴
テルセーラ・ディビシオンに属するレアル・アビラFCのユースくチームに入り、2010年にトップチームに昇格する。
2012年夏にレアル・バジャドリードに移籍するが、Bチームでの出場が主となった。同年11月1日のコパ・デル・レイのホームレアル・ベティス戦でフル出場し、1-0の勝利に貢献した。しかしチームは1stレグを1-3と落としていたため、敗退した。
2013年8月13日にセグンダ・ディビシオンBのCDギジュエロに移籍した。翌年7月10日にはセグンダ・ディビシオンに所属するCDレガネスに移籍、主力として活躍し、2015-16シーズンのレガネスがプリメーラ・ディビシオンに昇格する原動力となった。
2016年6月16日に、プリメーラ・ディビシオンのSDエイバルと3年契約を結んだ。乾貴士とポジションを争っていた が、乾が次第に優勢となっていった。
2019年7月4日、ビジャレアルCFと5年契約を締結した。
2022年6月17日、CAオサスナに移籍した。

## プレースタイル
サイドバック、フォワードなどでもプレーできるユーティリティプレーヤー。